# Festival international des cinémas d'Asie de Vesoul 2012
Le 18e Festival international des cinémas d'Asie (FICA) de Vesoul se déroule du 14 au 21 février 2012.
90 films, venus de toute l'Asie, dans son intégralité géographique, du Proche à l'Extrême-Orient, sont présentés, répartis en 6 sections.

## Cyclo d'or d'honneur
Un Cyclo d'or d'honneur sera remis au cours de la cérémonie d'ouverture à Hirokazu Kore-eda pour l'ensemble de son œuvre.

## Films en compétition
Le jury international est présidé par le réalisateur et romancier afghan Atiq Rahimi. À ses côtés on retrouve Ermek Shinarbaiev, réalisateur kazakh, Nestor O. Jardin, producteur philippin et Latika Padgaonkar.

### Section «Visages des cinémas d'Asie contemporains»
- Film d'ouverture :
  -  Japon - I wish (film) de Hirokazu Kore-eda
- Films en compétition :
  -  Chine - The Sun Beaten Path de Sonthar Gyal
  -  Corée du Sud - Dance Town de Jeon Kyu-hwan
  -  Indonésie - Khalifah de Nurman Hakim
  -  Iran - Final Whistle de Niki Karimi
  -  Kazakhstan - Sunny Days de Nariman Turebaev
  -  Philippines - Niňo de Loy Arcenas
  -  Sri Lanka - August Drizzle de Aruna Jayawardana
  -  Taïwan - Return Ticket de Teng Yung-Shing
  -  Turquie - Le temps dure longtemps de Özcan Alper

- Documentaires en compétition
  - Birmanie, Danemark - aung San Suu Kyi Lady of no fear de Anne Gyrithe Bonne.
  - Chine - Heavy Metal de Huaqin Jin.
  - Inde - Shantiniketan, un voyage en utopie de Joy Banerjee et Marie Banerjee
  - Iran, France - Parvaz, l'envol de Reza de Ali Badri.
  - Kazakhstan, France - Les Origines de la pomme de Catherine Peix
  - Népal, France - À l'école des bambous de Jean-Pierre Devorsine
  - Taiwan - My Fancy High Heels de Ho Chao-ti
  - Vietnam, France - Le Marché de l'amour de Philippe Rostan

- Film de clôture :
- Chine - Apart Together de Wang Quan'an

## Section thématique: «Les brûlures de l'Histoire»
- Afghanistan
  - Terre et Cendres d'Atiq Rahimi
- Chine
  - City of Life and Death de Lu Chuan
  - Apart Together de Wang Quan'an (film de clôture)
  - Shanghai Dreams de Wang Xiaoshuai
  - 11 Fleurs de Wang Xiaoshuai
- Corée du Sud
  - The President's Last Bang d'Im Sang-soo
- Géorgie
  - L'Autre Rive de George Ovashvili
- Inde
  - Tonnerres lointains de Satyajit Ray
- Irak
  - Les Murmures du vent de Shahram Alidi
- Iran
  - Les tortues volent aussi de Bahman Ghobadi
  - Ceci n'est pas un film de Jafar Panahi et Mojtaba Mirtahmasb
  - Lonely Tunes of Tehran de Saman Salour
- Iran,  Liban
  - L'Utopie en marche de Jocelyne Saab
- Israël
  - Les Citronniers d’Eran Riklis
  - 7 minutes au paradis d’Omir Givon
- Japon
  - La Harpe de Birmanie de Ichikawa Kon
  - Vivre dans la peur de Kurosawa Akira
- Liban
  - West Beyrouth de Ziad Doueiri
- Palestine
  - Paradise Now d’Hany Abu-Assad
- Sri Lanka
  - La Terre abandonnée de Vimukthi Jayasundara

## Le Regard de l’Occidental sur l’Asie
- France : Inconnu, présumé français de Philippe Rostan
- Russie : Le Soleil d’Alexandre Sokourov

## Hommage à Hirokazu Kore-eda
Le réalisateur japonais Hirokazu Kore-eda, primé à Cannes, Venise, … recevra un Cyclo d’or d’Honneur pour l’ensemble de son œuvre dont l’intégrale sera présentée.
- 1991 : However
- 1991 : Lessons from a Calf
- 1992 : I Wanted to be Japanese
- 1994 : August Without Him
- 1995 : Maborosi
- 1996 : Without Memory
- 1998 : After Life
- 2001 : Distance
- 2003 : Nobody Knows
- 2006 : Hana
- 2008 : Still Walking
- 2009 : Air Doll
- 2010 : The Days After
- 2011 : I wish

## Regard sur le cinéma kazakh
- 1938 : Amangeldy de Moïse Levine (ru)
- 1945 : Les Chants d'Abai de Grigori Rochal
- 1963 : On m’appelle Koja d'Abdulla Karsakbaiev
- 1963 - L'Épopée d'une mère d'Alexandre Karpov
- 1966 - La Terre des pères de Chaken Aïmanov
- 1966 - Matinée agitée d'Abdulla Karsakbaiev
- 1970 - La Fin de l'ataman de Chaken Aïmanov
- 1970 - La Jeune Fille de soie de Sultan Khodzhikov
- 1988 - Le Balcon de Kalykbek Salykov
- 1988 - Igla de Rachid Nugmanov
- 1989 - Terminus de Serik Aprymov
- 1989 - Ma vie sur le bicorne d'Ermek Shinarbaiev
- 1989 - Effleurement d'Amanzhol Aituarov
- 1991 - La Chute d’Otrar de Ardak Amirkoulov
- 1994 - La Biographie d'un jeune accordéoniste de Satybaldy Narymbetov
- 2003 - Shizo de Guka Omarova
- 2004 - L'Île de la Renaissance de Rustem Abdrachev
- 2007 - Chouga de Darejan Omirbaev
- 2008 - Lettres à un ange d'Ermek Shinarbaiev
- 2011 - Sunny Days de Nariman Turebaiev aussi en compétition

## Francophonie d'Asie: Tran Anh Hung
Tran Anh Hung est né au Vietnam en 1962 et est réfugié en France depuis 1975. Il a fait des études d'opérateur à l'École Louis-Lumière en 1987 où il a réalisé un premier court métrage comme film de fin d'études. Il est marié avec l'actrice Tran Nu Yen khé. Celle-ci a été membre du jury lors du 9e FICA de Vesoul en 2003.
- 1992 : L'Odeur de la papaye verte Caméra d'or du Festival de Cannes 1993 et le César de la meilleure première œuvre en 1994.
- 1995 : Cyclo, (Xich lo)
- 2000 : À la verticale de l'été
- 2011 : La Ballade de l'impossible

## Palmarès
- Cyclo d'or d'honneur à Hirokazu Kore-eda[1]
- Prix du jury international :
  - Cyclo d'or à Aruna Jayawardana pour son film August Drizzle
  - Grand prix du jury à Jeon Kyu-hwan pour son film Dance Town.
  - Prix du Jury ex aequo entre Loy Arcenas pour son film Nino et Özcan Alper pour son film Le Temps dure longtemps
- Prix du jury NETPAC ex aequo entre Aruna Jayawardana pour August Drizzle et Teng Yung-shing pour Return Ticket
- Prix du jury lycéen à Niki Karimi pour Final Whistle
- Prix du jury jeunes à Ali Badri pour Parvaz, l’envol de Reza
- Prix du jury Guimet :
  - Prix Émile Guimet à Niki Karimi pour Final Whistle
  - Coups de cœur Guimet à Loy Arcenas pour son film Nino
- Prix du jury INALCO :
  - Prix INALCO à Niki Karimi pour Final Whistle
  - Prix spécial INALCO à Jeon Kyu-hwan pour son film Dance Town.
- Prix du public :
  - Long métrage de fiction à Nurman Hakim pour Khalifah
  - Film documentaire à Catherine Peix pour Les Origines de la pomme